# Juego imparcial
En la teoría de juegos combinatorios, un juego imparcial es un juego en el que los movimientos permitidos dependen sólo de la posición y no de cuál de los dos jugadores tiene el turno actualmente, y donde los pagos son simétricos. En otras palabras, la única diferencia entre el jugador 1 y el jugador 2 es que el jugador 1 va primero. El juego sigue hasta que se alcanza una posición terminal. Una posición terminal es aquella desde la que no es posible realizar ningún movimiento. Entonces uno de los jugadores es declarado ganador y el otro perdedor. Además, los juegos imparciales se juegan con información perfecta y sin movimientos aleatorios, lo que significa que toda la información sobre el juego y las operaciones de ambos jugadores es visible para ambos jugadores.
Los juegos imparciales incluyen Nim, Brotes, Kayles, Quarto, Cram, Chomp, Subtract a square, Notakto y los juegos poset. El ajedrez y el go no son imparciales, ya que cada jugador solo puede colocar o mover piezas de su propio color. Los juegos como el póquer, los dados o el dominó no son juegos imparciales, ya que dependen del azar.
Los juegos imparciales pueden ser analizados usando el teorema de Sprague-Grundy, afirmando que cada juego imparcial bajo la convención normal de juego es equivalente a un nimber. La representación de este nimber puede cambiar de un juego a otro, pero cada estado posible de cualquier variación de un tablero de juego imparcial debería poder tener algún valor nimber. Por ejemplo, se pueden calcular varios montones de Nim en el juego Nim, y luego sumarlos usando la suma de nimber, para dar un valor nimber para el juego.
Un juego que no es imparcial se llama juego partisano, aunque algunos juegos partisanos aún pueden evaluarse utilizando nimbers como Domineering. Domineering no se clasificaría como un juego imparcial, ya que los jugadores usan piezas que actúan de manera diferente, un jugador con dominó vertical, otro con dominó horizontal, rompiendo así la regla de que cada jugador debe poder actuar utilizando las mismas operaciones.

## Requisitos
Todos los juegos imparciales deben cumplir las siguientes condiciones:
- Dos jugadores deben alternar turnos hasta que se alcance un estado final.
- Se elige un ganador cuando un jugador ya no puede cambiar de posición ni realizar ninguna operación.
- Debe haber un número finito de operaciones y posiciones para ambos jugadores. Por ejemplo, en Nim, los jugadores deben quitar un subconjunto de una pila que está actualmente en juego. Como hay un número finito de monedas en cualquier pila, un jugador solo puede sacar un número finito de monedas.
- Todas las operaciones deben poder ser realizadas por ambas partes. En todos los juegos imparciales, los jugadores realizan acciones en algún tablero de juego, ya sea en forma de pilas para Nim o filas y columnas Cram. Ambos jugadores están actuando en el tablero hasta que el tablero ya no puede cambiar de alguna manera.
- Ninguna acción en el juego puede depender del azar. Cualquier inclusión de azar significaría que no hay información perfecta sobre el juego, además, las acciones no pueden minimizarse descartando cualquier forma de estrategia inductiva[2]